# Ácido truxínico
Los ácidos truxínicos son ácidos dicarboxílicos cíclicos estereoisómeros de fórmula (C6H5)2C4H4(COOH)2 que se obtienen de diversas plantas y por fotodimerización del ácido cinámico, donde los dos alquenos trans reaccionan, y uno de los isómeros aislados es denominado ácido truxínico.
Los ácidos truxínicos son isómeros de los ácidos truxílicos. Un estudio reciente demostró que la estructura dimérica de derivados del ácido alfa-truxílico juega un papel importante en la expresión de sus actividades antiinflamatorias. Se investigó la correlación entre la estructura y la actividad antiinflamatoria de los ácidos alfa-truxílico (y algunos derivados de éste) y del beta-truxínico (y derivados de éste), concluyendo que podría ser un nuevo fármaco antiinflamatorio suave.

## Isómeros del ácido truxínico
El ácido truxínico cuenta con 4 átomos de carbono quirales (4 centros quirales) y, por lo tanto, esperaríamos encontrar 16 estereoisómeros (24), pero tenemos que tener cuidado de restar de ese número los compuestos meso (pares de enantiómeros idénticos) que se forman debido a que poseen un plano de simetría en la molécula.
Para simplificar las cosas vamos a escribir "COOH" y "C6H5" para representar a los grupos funcionales.
Se pueden describir 10 isómeros diferentes (incluyendo todos los enantiómeros posibles). Esto se debe a la simetría del ciclobutano y a que tenemos 4 sustituyentes iguales 2 a 2 en unas posiciones prefijadas. Los 6 estereoisómeros posibles recogidos en la bibliografía son:
| Isómero       | a    | b    | c    | d    | e    | f    |
| ------------- | ---- | ---- | ---- | ---- | ---- | ---- |
| ω-truxínico   | C6H5 | H    | COOH | H    | COOH | H    |
| β-truxínico   | C6H5 | H    | H    | COOH | H    | COOH |
| neo-truxínico | C6H5 | H    | COOH | H    | H    | COOH |
| ζ-truxínico   | H    | C6H5 | COOH | H    | COOH | H    |
| μ-truxínico   | H    | C6H5 | H    | COOH | COOH | H    |
| δ-truxínico   | H    | C6H5 | COOH | H    | H    | COOH |

Isómeros del ácido truxínico.

Si se escriben las imágenes especulares de los compuestos de la tabla, se obtienen los enantiómeros; pero nos encontramos con la peculiaridad comentada anteriormente de que hay compuestos que poseen un plano de simetría, y los enantiómeros son idénticos (compuestos meso). Los ácidos ω-truxínico y β-truxínico son compuestos meso porque presentan un plano de simetría, mientras que los demás esereoisómeros, al no tener ningún plano de simetría ni centro de inversión, poseen actividad óptica y por ello tienen cada uno de ellos su correspondiente enantiómero.